# Balthasar van den Bossche

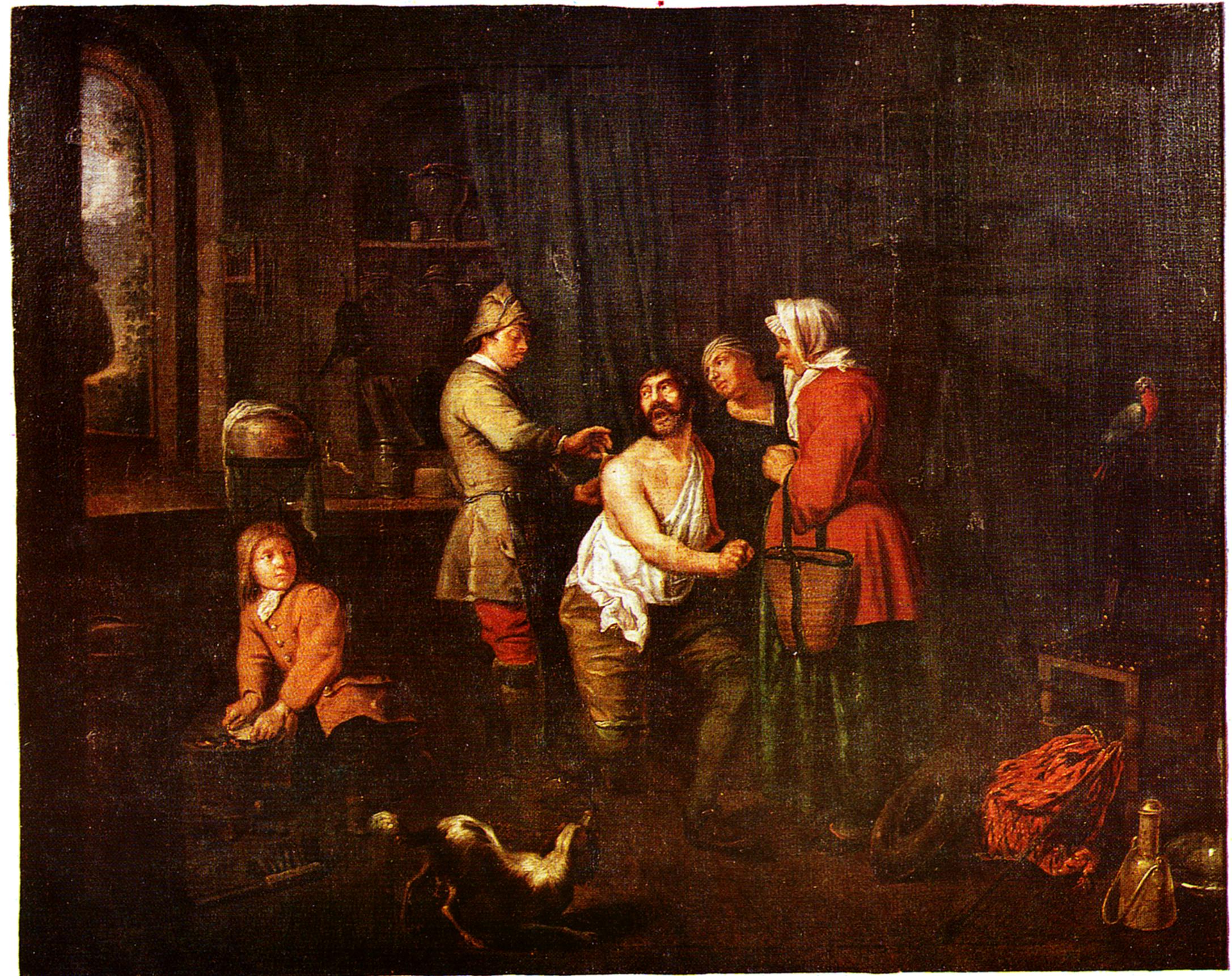
De consultatiekamer van een chirurgijn

Balthasar van den Bossche (1681 – 1715) was een Zuid-Nederlands kunstschilder uit het einde van de barokperiode. Hij specialiseerde zich in historieschilderijen, genrestukken en galerijschilderijen.

## Levensloop
Balthasar van den Bossche was in de lering bij Gerard Thomas en zijn werk staat sterk onder de invloed van zijn leermeester en zijn schilderijen van interieurs, meer bepaald zijn afbeeldingen van prachtig gemeubileerde kamers van de hogere klasse, hun conversaties, compleet met alle details die hun burgerlijk fatsoen en stand tonen. Symbolen van beleefdheid, kunstzin, modegevoel en welstand waren allemaal attributen om te bewijzen dat zij over alles beschikten om hun status waardig te zijn. Van den Bossche verkreeg een reputatie door deze doeken en geraakte gefascineerd door het afbeelden van ateliers en collecties van verzamelaars.
Van den Bossche kreeg in 1697 toegang tot de Antwerpse Sint-Lucasgilde vooraleer hij naar Frankrijk afreisde om in Parijs een atelier op te zetten. In 1700 keerde hij terug naar Antwerpen. Hij schilderde voor een kunsthandelaar en dat hij succes had bewijzen opdrachten van de hertog van Marlborough, die in Antwerpen verbleef na de Slag bij Ramillies in 1706. In 1776 refereerde Joshua Reynolds naar van den Bossche toen hij over de Franse schilder Antoine Coypel het volgende zei: "De moderne gekunsteldheid van gratie in zijn werk, zowel als die in de werken van Jheronimus Bosch (sic) en Jean-Antoine Watteau zijn amper te onderscheiden van die van Antonio da Correggio".
Zijn veelbelovende carrière had een abrupt einde door zijn voortijdige dood in 1715. Er werd gezegd dat hij stierf na een ongelukkige val tegen een venster terwijl hij les gaf. In de Hermitage te Sint-Petersburg worden werken van hem bewaard.

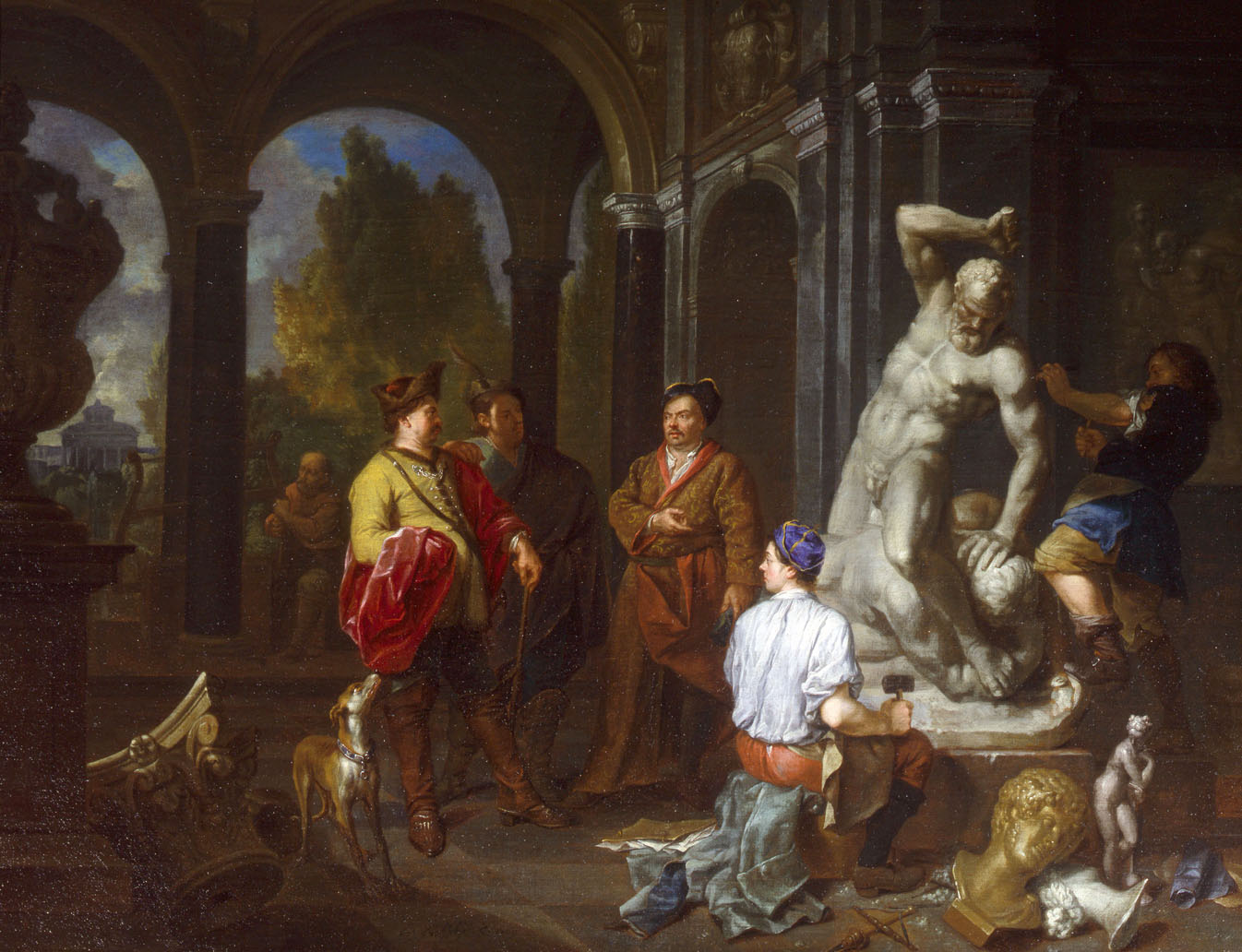
Elegante figuren bij een beeldhouwwerk van Hercules en Anateus

- Biografisch Portaal: 58335218
- Gemeinsame Normdatei: 1037856945
- International Standard Name Identifier: 0000 0000 6703 3211
- KulturNav: 7ea93a3e-6334-43a1-8e2b-166d5c59d7dd
- Library of Congress Control Number: no2004072171
- RKD-Nederlands Instituut voor Kunstgeschiedenis: 11162
- Système universitaire de documentation: 223880906
- Union List of Artist Names: 500020374
- Virtual International Authority File: 315532606
- WorldCat: E39PBJpDT3Gm7fDwbv3HRc8pyd